# بالیاکندی
بالیاکندی (به لاتین: Baliakandi) یک منطقهٔ مسکونی در بنگلادش است که در ناحیه راج‌باری واقع شده‌است. بالیاکندی ۲۴۲٫۵۳ کیلومتر مربع مساحت و ۲۰۷٬۰۸۶ نفر جمعیت دارد.